# (73983) 1998 DS19
1998 دي أس 19 (ويعرف أيضًا باسم (73983) 1998 دي أس 19 وفق تسمية الكوكب الصغير) (بالإنجليزية: 1998 DS19)‏ هو كويكب ضمن حزام الكويكبات؛ وترتيبه 73983 من حيث الاكتشاف.
اكتُشف هذا الجُرم الفلكي بواسطة سبيس واتش في 26 فبراير 1998.

## وصلات خارجية
- (73983) 1998 DS19 في قاعدة بيانات مختبر الدفع النفاث لأجرام النظام الشمسي الصغيرة

- الاكتشاف · مخطط المدار ·  العناصر المدارية · المعلمات المادية

- (73983) 1998 DS19 على موقع ويكي سكاي: DSS2, SDSS, GALEX, IRAS, Hydrogen α, X-Ray, Astrophoto, Sky Map, Articles and images